# Distretto di Chaki Wardak
Il distretto di Chaki Wardak è un distretto dell'Afghanistan appartenente alla provincia del Vardak.